# 색동회
색동회는 소파 방정환이 결성한 어린이 운동단체이다. 창립일은 1923년 5월 1일이며, 이 날은 대한민국 최초의 어린이날이기도 하다. 광복 이후 어린이 문학전집을 간행하거나 어린이 동화구연대회를 여는 등 어린이 운동을 해왔으며, 1987년 사단법인으로 허가를 받았다. 초대 회장은 방정환, 현재 회장은 박금희이다.

## 창립
1923년 3월 16일, 일본 유학생들이 설립을 준비했다. 이후 동요 반달의 작사가이기도 한 윤극영 등이 회원으로 참여하였다. 1923년 5월 1일 일본 도쿄에서 창립대회를 가짐으로써, 색동회는 창립되었다.
창립회원
색동회 창립을 위한 회의기록문서에 의하면, 1926년 3월 16일 회의에는 방정환, 강영호, 손진태, 고한승, 정순철, 조준기, 진장섭, 정병기 등이 참여하였고, 여기에 윤극영과 조재호가 합류하였다.
명칭
윤극영이 제안하였다. ‘색동’은 저고리에 사용되는 소맷감을 의미한다.
심벌마크
조재호가 고안하였다. 사랑을 의미하는 하트 모양 안에 태극을 그리고, 태극임을 감추기 위해 입과 눈을 그려 병아리 모양을 만들었다.

## 주요 활동
- 잡지 《어린이》 기고 및 편집 참여
- 어린이 교육 강연회인 전국소년지도자대회 활동(1923년 7월 23일 - 7월 30일)
- 어린이들의 작품전시회인 세계아동예술전람회 개최(1928년 10월)

## 참고 문헌 및 링크
- 색동회 홈페이지